# Scratch My Back
Scratch My Back – ósmy studyjny album Petera Gabriela. Jest to pierwszy studyjny album Gabriela od 8 lat. Został wydany 12 lutego 2010 r. w Australii i Niemczech, 15 lutego w Wielkiej Brytanii i 2 marca w USA. Album został nagrany w studiach Air Lyndhurst oraz Real World Studios w 2009 r. Składa się z coverów 12 utworów różnych artystów, nagranych przy akompaniamencie orkiestry. Produkcją zajął się osobiście Gabriel wraz z Bobem Ezrinem.
Album zebrał przeważnie dobre recenzje, a także dobrze poradził sobie na listach albumów. Zajął pierwsze miejsce w Belgii, drugie w Niemczech i Kanadzie, trzecie w Czechach, Włoszech i Szwajcarii. Był także w pierwszej 5 we Francji i Szwecji. W Wielkiej Brytanii album dotarł do 12 miejsca UK Albums Chart. W USA zajął 26 miejsce na Billboard 200, 2 na Independent Albums oraz 3 na Rock Albums. W Polsce nagrania uzyskały certyfikat złotej płyty.
Scratch My Back został wydany w formacie CD oraz udostępniony przez Internet. Pod koniec marca 2010 r. wydano wersję na płycie winylowej.
Gabriel wpadł na pomysł swoistej wymiany utworów między artystami. Na Scratch My Back Gabriel umieścił covery utworów dwunastu różnych artystów. W zamian artyści ci zgodzili się nagrać własne wersje utworów Gabriela, które trafiły na album pod tytułem I'll Scratch Yours.

## Single
Gabriel pierwotnie zamierzał wydać Scratch My Back i I'll Scratch Yours równocześnie. Jednak prace nad drugim albumem się przeciągały więc postanowił wydać serię singli podwójnych stron A, z których każdy zawiera po jednym utworze z obu płyt. Pierwszym singlem jest „The Book of Love” cover utworu The Magnetic Fields wraz z „Not One of Us” coverem utworu Gabriela w wykonaniu Stephina Merritta (frontmana The Magnetic Fields) wydany 30 stycznia 2010 r.. „The Boy in the Bubble” w wersji Gabriela wydany został wraz z „Biko” w wykonaniu Paula Simona 28 lutego 2010 r.. Trzeci singiel zawiera „Flume” w wykonaniu Gabriela oraz „Come Talk to Me” nagrany przez Bona Ivera, wydany 30 marca 2010 r..
17 kwietnia 2010 „The Book of Love” / „Not One of Us” oraz „Flume” / „Come Talk to Me” zostały wydane na płytach winylowych.
Kolejność chronologiczna singli:
1. „The Book of Love” / „Not One of Us” (2010-01-30)
2. „The Boy in the Bubble” / „Biko” (2010-02-28)
3. „Flume” / „Come Talk to Me” (2010-03-30)
4. „The Power of the Heart” / „Solsbury Hill” (2010-04-28)
5. „Mirrorball” / „Mercy Street” (2010-05-27)
6. „Listening Wind” / „I Don't Remember” (2010-06-26)

## Recenzje
Album zebrał głównie pozytywne recenzje wśród krytyków muzycznych. Witryna Metacritic, która wystawia uśrednioną ocenę na podstawie recenzji innych krytyków przyznała albumowi 67 punktów na 100, na podstawie 21 recenzji.
Scratch My Back został albumem miesiąca w marcowym wydaniu magazynu Mojo w 2010 r. Dziennik Metro przyznał albumowi 3 na 5 gwiazdek. Wortal Pitchfork ocenił album na 4,5 punktu na 10. Serwis AllMusic wystawił temu albumowi ocenę 3,5 na 5.

## Lista utworów
Oryginalni wykonawcy utworów podani w nawiasach.
1. „Heroes” (David Bowie) – 4:10
2. „The Boy in the Bubble” (Paul Simon) – 4:28
3. „Mirrorball” (Elbow) – 4:48
4. „Flume” (Bon Iver) – 3:01
5. „Listening Wind” (Talking Heads) – 4:23
6. „The Power of the Heart” (Lou Reed) – 5:52
7. „My Body Is a Cage” (Arcade Fire) – 6:13
8. „The Book of Love” (The Magnetic Fields) – 3:53
9. „I Think It's Going to Rain Today” (Randy Newman) – 2:34
10. „Après moi” (Regina Spektor) – 5:13
11. „Philadelphia” (Neil Young) – 3:46
12. „Street Spirit (Fade Out)” (Radiohead) – 5:06

## Muzycy
- Peter Gabriel – śpiew, fortepian (utwór 4)
- John Metcalfe – aranżacja
- Melanie Gabriel – śpiew (8)
- Jason Rebello – fortepian (6)
- The London Scratch Orchestra
- The Choir of Christ Church Cathedral, Oxford – chór (7)